# Niddatal
Niddatal è una piccola città tedesca situata nel land dell'Assia.
Il nome significa "valle della Nidda" e prende nome dal fiume Nidda che l'attraversa.

## Storia
Niddatal è un'entità amministrativa creata nel 1970 unendo alla città di Assenheim i comuni di Bönstadt e Ilbenstadt. Nel 1971 si aggiunse il villaggio di Kaichen.

## Monumenti
Tra i monumenti del territorio si segnalano:
- il Castello di Assenheim, fondato nel XII secolo e totalmente rimaneggiato tra il Settecento e l'Ottocento;
- l'Abbazia di Ilbenstadt, fondata anch'essa nel XII secolo; la chiesa romanica fu dotata intorno al 1500 di un tetto gotico e nel Seicento di vari elementi barocchi; custodisce i resti di san Goffredo di Cappenberg.